# 거스 켄워시
거스 켄워시(영어: Gus Kenworthy)로 알려진 오거스터스 리처드 켄워시(영어: Augustus Richard Kenworthy, 1991년 10월 1일~)는 미국과 영국의 프리스타일 스키 선수로 주 종목은 슬로프스타일이다. 올림픽에 3회 참가했으며 2014년 동계 올림픽에서 남자 슬로프스타일 종목에서 은메달을 획득했으며 세계 선수권 대회에서 은메달 1개를 획득했다.
켄워시는 어린 시절 성장한 미국 프리스타일 스키 국가대표로 활동했으며 2020년부터 영국 프리스타일 스키 국가대표로 활동하고 있다. 그는 스키 선수 외에 배우, 유튜버, 블로거로도 활동하고 있다.